# Copa México 1975/76
Die Copa México 1975/76 war die 33. Austragung des Fußball-Pokalwettbewerbs seit Einführung des Profifußballs in Mexiko. Teilnahmeberechtigt waren die 20 Mannschaften, die in der Saison 1975/76 in der höchsten Spielklasse vertreten waren. Pokalsieger wurde die erst 1967 gegründete und 1974 in die erste Liga aufgestiegene Mannschaft der UANL Tigres.

## Modus
Das Turnier wurde in der Vorrunde mit fünf Gruppen ausgetragen, die aus jeweils vier Mannschaften bestanden, die je zweimal (in einem Heim- und Auswärtsspiel) gegeneinander antraten. Das Besondere an diesem Turnier war, dass sich die vier punktbesten Gruppensieger für das im K.-o.-System ausgespielte Halbfinale qualifizierten und der punktschlechteste Gruppensieger (in diesem Fall der Atlético Español FC mit nur acht Punkten) ebenso ausschied wie die restlichen Mannschaften.

## Vorrunde
Die Begegnungen der Vorrunde wurden zwischen dem 3. und 21. September 1975 ausgetragen.

### Gruppe 1

#### Kreuztabelle
| Gruppe 1          | AME | PUE | POT | UAG |
| ----------------- | --- | --- | --- | --- |
| Club América      |     | 0:1 | 3:1 | 3:0 |
| Puebla FC         | 0:2 |     | 5:1 | 3:2 |
| Atlético Potosino | 1:2 | 0:1 |     | 1:1 |
| U.A.G.            | 3:4 | 1:2 | 0:1 |     |

#### Tabelle
| Pl. | Verein            | Sp. | S | U | N | Tore    | Diff. | Punkte |
| --- | ----------------- | --- | - | - | - | ------- | ----- | ------ |
| 1.  | Club América      | 6   | 5 | 0 | 1 | 014:600 | +8    | 10:20  |
| 2.  | Puebla FC         | 6   | 5 | 0 | 1 | 012:600 | +6    | 10:20  |
| 3.  | Atlético Potosino | 6   | 1 | 1 | 4 | 005:120 | −7    | 03:90  |
| 4.  | U.A.G.            | 6   | 0 | 1 | 5 | 007:140 | −7    | 01:11  |

### Gruppe 2

#### Kreuztabelle
| Gruppe 2            | TIG | ATE | CUR | ATS |
| ------------------- | --- | --- | --- | --- |
| CD Tigres U.A.N.L.  |     | 4:0 | 2:0 | 3:1 |
| CF Atlante          | 0:0 |     | 1:0 | 3:2 |
| Unión de Curtidores | 3:3 | 0:2 |     | 3:1 |
| CF Atlas            | 1:3 | 2:0 | 0:1 |     |

#### Tabelle
| Pl. | Verein              | Sp. | S | U | N | Tore    | Diff. | Punkte |
| --- | ------------------- | --- | - | - | - | ------- | ----- | ------ |
| 1.  | CD Tigres U.A.N.L.  | 6   | 4 | 2 | 0 | 015:500 | +10   | 10:20  |
| 2.  | CF Atlante          | 6   | 3 | 1 | 2 | 006:800 | −2    | 07:50  |
| 3.  | Unión de Curtidores | 6   | 2 | 1 | 3 | 007:900 | −2    | 05:70  |
| 4.  | CF Atlas            | 6   | 1 | 0 | 5 | 007:130 | −6    | 02:10  |

### Gruppe 3

#### Kreuztabelle
| Gruppe 3     | UDG | ZAC | CAZ | VER |
| ------------ | --- | --- | --- | --- |
| UdeG         |     | 2:0 | 1:0 | 4:0 |
| CD Zacatepec | 2:0 |     | 1:4 | 3:1 |
| CD Cruz Azul | 0:3 | 2:1 |     | 0:3 |
| CD Veracruz  | 0:1 | 2:4 | 2:2 |     |

#### Tabelle
| Pl. | Verein       | Sp. | S | U | N | Tore    | Diff. | Punkte |
| --- | ------------ | --- | - | - | - | ------- | ----- | ------ |
| 1.  | UdeG         | 6   | 5 | 0 | 1 | 011:200 | +9    | 10:20  |
| 2.  | CD Zacatepec | 6   | 3 | 0 | 3 | 010:110 | −1    | 06:60  |
| 3.  | CD Cruz Azul | 6   | 2 | 1 | 3 | 008:100 | −2    | 05:70  |
| 4.  | CD Veracruz  | 6   | 1 | 1 | 4 | 008:140 | −6    | 03:90  |

### Gruppe 4

#### Kreuztabelle
| Gruppe 4    | UNM | JAL | LEO | LAG |
| ----------- | --- | --- | --- | --- |
| U.N.A.M.    |     | 2:0 | 2:0 | 7:1 |
| CSD Jalisco | 2:0 |     | 1:1 | 5:4 |
| Club León   | 1:1 | 0:0 |     | 4:1 |
| CF Laguna   | 1:2 | 1:0 | 2:0 |     |

#### Tabelle
| Pl. | Verein      | Sp. | S | U | N | Tore    | Diff. | Punkte |
| --- | ----------- | --- | - | - | - | ------- | ----- | ------ |
| 1.  | U.N.A.M.    | 6   | 4 | 1 | 1 | 014:500 | +9    | 09:30  |
| 2.  | CSD Jalisco | 6   | 2 | 2 | 2 | 008:800 | ±0    | 06:60  |
| 3.  | Club León   | 6   | 1 | 3 | 2 | 004:700 | −3    | 05:70  |
| 4.  | CF Laguna   | 6   | 2 | 0 | 4 | 010:160 | −6    | 04:80  |

### Gruppe 5

#### Kreuztabelle
| Gruppe 5         | A.E. | TOL | MTY | GDL |
| ---------------- | ---- | --- | --- | --- |
| Atlético Español |      | 5:1 | 3:1 | 2:1 |
| Deportivo Toluca | 1:1  |     | 1:0 | 3:1 |
| CF Monterrey     | 3:1  | 1:3 |     | 2:1 |
| CD Guadalajara   | 2:2  | 2:2 | 1:1 |     |

#### Tabelle
| Pl. | Verein           | Sp. | S | U | N | Tore    | Diff. | Punkte |
| --- | ---------------- | --- | - | - | - | ------- | ----- | ------ |
| 1.  | Atlético Español | 6   | 3 | 2 | 1 | 014:900 | +5    | 08:40  |
| 2.  | Deportivo Toluca | 6   | 3 | 2 | 1 | 011:100 | +1    | 08:40  |
| 3.  | CF Monterrey     | 6   | 2 | 1 | 3 | 008:100 | −2    | 05:70  |
| 4.  | CD Guadalajara   | 6   | 0 | 3 | 3 | 008:120 | −4    | 03:90  |

## Halbfinale
Die Hinspiele wurden am 24./25. September, die Rückspiele am 27. September 1975 ausgetragen.
|              | Gesamt          |                            | Hinspiel | Rückspiel |
| ------------ | --------------- | -------------------------- | -------- | --------- |
| U.N.A.M.     | 1:3             | CD Tigres U.A.N.L.         | 1:1      | 0:2       |
| Club América | 1:1 (6:5 i. E.) | Universidad de Guadalajara | 1:1      | 0:0       |

## Finale
Die Finalspiele wurden am 2. und 4. Oktober 1975 ausgetragen.
|              | Gesamt |                    | Hinspiel | Rückspiel |
| ------------ | ------ | ------------------ | -------- | --------- |
| Club América | 2:3    | CD Tigres U.A.N.L. | 2:1      | 0:2       |

Mit der folgenden Mannschaft bestritt der Club Deportivo Tigres U.A.N.L. das Finalrückspiel und gewann den Pokalwettbewerb der Saison 1975/76:
Enrique Meza – Pedro Velázquez, Roberto Rogel, Orlando Bandala, Alejandro Izquierdo, Washington Olivera (64. Marco Menéndez), Héctor González  (71. Edmundo Manzotti), Raimundo Correa „Lola“, Gerónimo Barbadillo „Patrulla“, Alfredo Jiménez, Tomás Boy; Trainer: Claudio Lostanau